# Умная собачка Соня
«Умная собачка Соня» — рисованный мультипликационный фильм киностудии «Экран» по произведениям Андрея Усачёва, состоящий из двух выпусков.

## Сюжет
Умная собачка Соня живёт в квартире одного многоэтажного дома, её хозяина зовут Иван Иванович Королёв (из-за этого сосед Ивана Ивановича, поэт Тим Собакин назвал Соню королевской дворняжкой). И несмотря на то, что Соня — очень маленькая и вежливая собачка, она постоянно попадает в какие-то невероятные истории. Но из каждой ситуации Соня делает выводы на будущее.
В мультфильме звучит песня с припевом: «А маленькая бедная собачка, хорошенькая белая собачка, по целым дням скучает у окна».

### Серии
Выпуск 1:
- «Кто сделал лужу?»

Когда Соня была щенком, она старалась делать лужу на ковре, так как он быстро впитывал и лужи не было видно. А потом увидела большие лужи на улице и решила, что их сделал слон.
- «Здравствуйте, спасибо и до свидания».

Пожилая, воспитанная Такса успевает научить Соню вежливости, пока та пробегает мимо неё.
- «Горчица».

Самые вкусные вещи люди едят помалу, поэтому самой вкусной должна быть… горчица!
Выпуск 2:
- «Пятно».

Сначала Соня сделала пятно вишнёвым вареньем, а после замазывания всей скатерти вареньем осталось белое пятно без варенья.
- «Что лучше?»

Соня размышляет над вопросом: лучше быть большой собакой или маленькой?

## Создатели
| Автор сценария            | Андрей Усачёв |
| Режиссёр                  | Вадим Меджибовский |
| Художники-постановщики    | Татьяна Абалакина, Наталья Кудрявцева, Вадим Меджибовский |
| Оператор                  | Эрнст Гаман |
| Композитор                | Игорь Ефремов |
| Звукооператор             | Нелли Кудрина |
| Роли озвучивали           | - Алексей Борзунов — читает текст / Иван Иваныч Королёв, хозяин Сони / бульдог - Светлана Степченко — собачка Соня - Татьяна Божок — собачка Соня - Светлана Травкина — Такса                       |
| Художники-мультипликаторы | Нина Чижикова, Екатерина Блинова, Елена Сичкарь, Алексей Крылов, Теодор Казмирук, Ирина Петелина, Светлана Сичкарь, Татьяна Арешкова,                                                               |
| Художники                 | Ирина Черенкова, Елена Станикова, Нина Иванчева, Светлана Лузганова, Людмила Подсыпанина, Марианна Короткова, Евгений Поцюс, Алла Гришанова, Николай Иваничев, Евгений Блинова, Олег Мелик-Саркисян |
| Ассистенты режиссёра      | Светлана Алексашина, Леонид Яскевич |
| Монтажёры                 | Ольга Чекалина, Людмила Афанасьева |
| Редактор                  | Татьяна Бородина |
| Директор картины          | Любовь Зарюта |